# Jan Jindřich Karl Möltzer
Jan Jindřich Karl Möltzer (* před rokem 1700, Česká Lípa – 22. prosince 1746, Horní Police) byl český katolický kněz, 1. infulovaný arciděkan v Horní Polici v letech 1724–1746, čestný kanovník litoměřické katedrální kapituly sv. Štěpána.

## Život

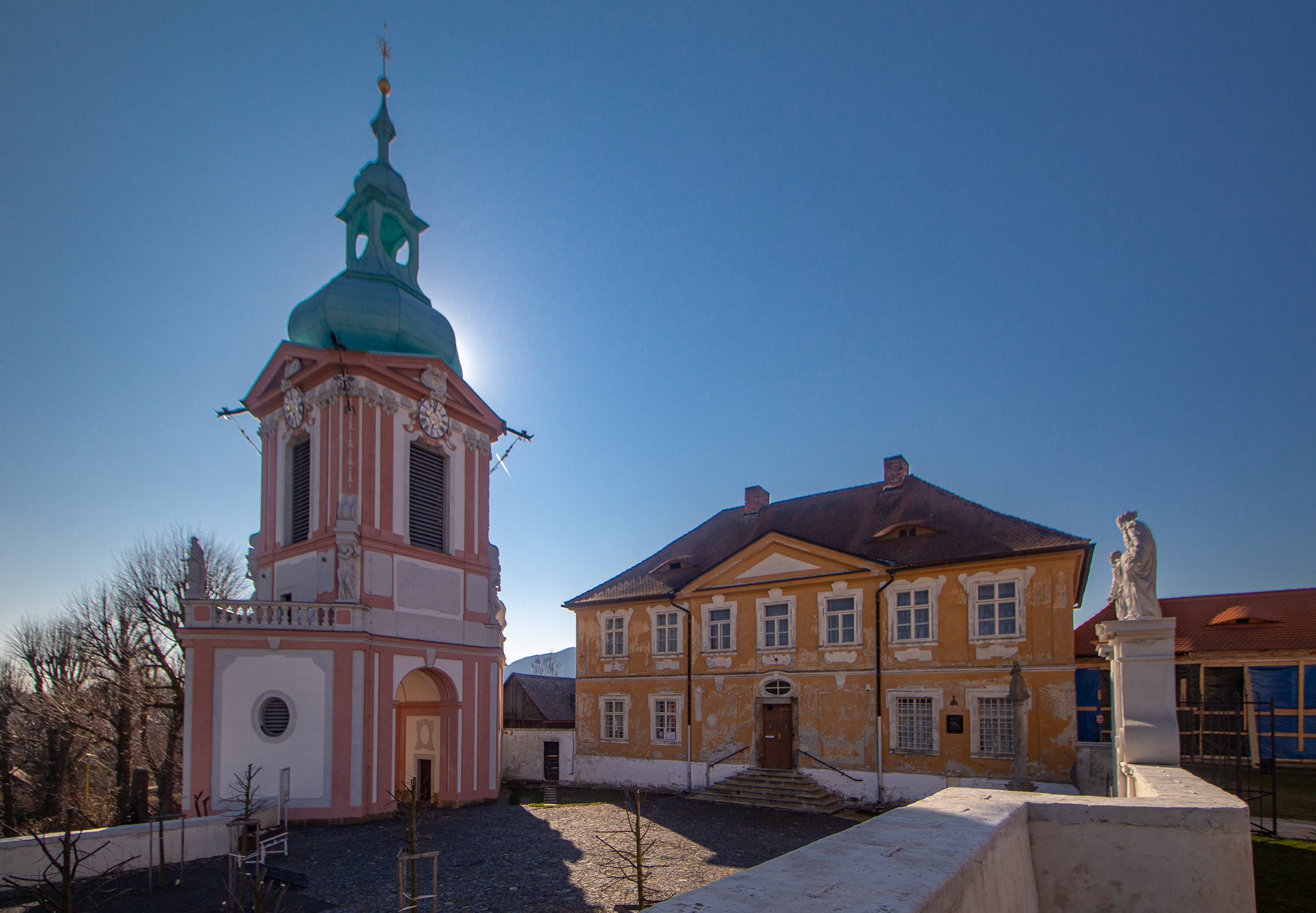
Barokní zvonice a budova arciděkanství v Horní Polici v poutním areálu

Českolipský rodák Jan Jindřich Karl Möltzer, kněz litoměřické diecéze, byl 12. prosince 1722 ustanoven děkanem v Horní Polici a Žandově.
V roce 1723 byla pod jeho duchovní správou provedena stavba kaplanky pro čtyři polické kaplany vedle budovy budoucího arciděkanství. Vlastní povýšení hornopolické fary na arciděkanství bylo schváleno a ratifikováno 1. července 1723. Následně 22. listopadu 1723 byl údaj o tomto povýšení fary na arciděkanství vloženo do zemských desk.
Dne 29. června 1724 instaloval kanovník Bernard z Říčan polického děkana Jana Jindřicha Karla Möltzera prvním polickým arciděkanem. V roce 1725 byla k budově polického arciděkanství provedena přístavba traktu s novou kaplankou (ubytovací zařízení pro kaplany). V roce 1726 byl zpracován účet za všechny stavby polického kostela Navštívení Panny Marie, arciděkanství, křížové cesty a vstupní brány se zvonící. Tento účet vykázal investici 15 996 zlatých a 20 krejcarů. V následujícím roce 1726 dal první polický arciděkan Jan Jindřich Karel Möltzer na křížová cestě u polického kostela zřídit kapli Panny Marie Sněžné.
Dne 6. prosince 1736 papež Klement XII. udělil polickému arciděkanovi právo používat pontifikálie jako opatovi (latinsky „ad instar Abbatum”). 30. ledna 1737 byl tento papežský dekret ustanovující užívání pontifikálií polickým arciděkanem zveřejněn v litoměřické diecézi. Za své zásluhy o poutní místo byl též jmenován čestným kanovníkem litoměřické katedrální kapituly sv. Štěpána.
Jan Jindřich Karel Möltzer, první polický arciděkan, zemřel 22. prosince 1746 v Horní Polici a byl pochován v kapli Panny Marie Sněžné na křížové cestě u hornopolického kostela.